# Korrespondenzbank
Korrespondenzbank (englisch Correspondent account) ist im Bankwesen die Bezeichnung für ein Kreditinstitut mit Sitz im Ausland, zu dem ein inländisches Kreditinstitut eine Geschäftsverbindung unterhält, um hierüber Auslandsüberweisungen oder sonstige Auslandsgeschäfte im internationalen Zahlungsverkehr abzuwickeln.

## Allgemeines
Die Bedeutung von Korrespondenzbanken hat international stark abgenommen, seitdem Auslandsüberweisungen über internationale Zahlungssysteme mit Clearingcharakter abgewickelt werden. Da das Zahlungssystem SWIFT kein supranationales Clearingsystem ist, bedürfen die Verrechnungsbuchungen noch der Einschaltung von Korrespondenzbanken. Die Rolle der Korrespondenzbank bleibt hingegen in der Außenhandelsfinanzierung beim Akkreditiv, Dokumenteninkasso und Rembourskredit erhalten. Dann ergibt sich durch die Einschaltung von Korrespondenzbanken eine besondere Situation des internationalen Privatrechts, die sich auf die Rechtsbeziehungen der beteiligten Banken auswirkt. Die Korrespondenzbanken stehen in einer unterschiedlich festen Kooperation zueinander.

## Rechtsfragen
In Deutschland haben Kreditinstitute bei der Auswahl ihrer Korrespondenzbanken besondere Sorgfaltspflichten zu beachten, damit sie nicht mit Briefkastenbanken oder illegalen Schattenbanken zusammenarbeiten. Nach § 25k KWG müssen sie ausreichende, öffentlich verfügbare Informationen über das Korrespondenzinstitut und seine Geschäfts- und Leitungsstruktur einholen, um sowohl vor als auch während einer solchen Geschäftsbeziehung die Art der Geschäftstätigkeit des Korrespondenzinstituts in vollem Umfang verstehen und seinen Ruf und seine Kontrollen zur Bekämpfung der Geldwäsche und der Terrorismusfinanzierung sowie die Qualität der Bankenaufsicht bewerten zu können. Außerdem ist sicherzustellen, dass sie keine Geschäftsbeziehung mit einem Kreditinstitut begründen oder fortsetzen, von dem bekannt ist, dass seine Konten von einer Briefkastenbank zur Verhinderung der Nutzung des Finanzsystems zum Zwecke der Geldwäsche und der Terrorismusfinanzierung genutzt werden, und sicherzustellen, dass das Korrespondenzinstitut keine Transaktionen über Durchlaufkonten zulässt. In § 25m KWG sind verbotene Geschäfte aufgeführt, die im Zusammenhang mit Briefkastenbanken stehen, insbesondere die Errichtung oder Fortführung von Konten auf den Namen von Briefkastenbanken. Da diese Bestimmungen auf einer EU-Richtlinie beruhen, gelten sie in allen EU-Mitgliedstaaten.

## Geschichte
Seit der Liberalisierung des Kapitalverkehrs nach dem Zweiten Weltkrieg begannen Kreditinstitute international mit dem Aufbau bilateraler Bankverbindungen zur Installation eines internationalen Zahlungsverkehrs. Die ab 1950 verstärkt aufkommenden Auslandsüberweisungen wurden erst möglich, nachdem sich inländische Kreditinstitute ein Netz von Korrespondenzbanken im Ausland aufgebaut hatten, mit denen sie Zahlungen in Inlands- oder Fremdwährung über Lorokonten verrechnen konnten.
Der Kontakt mit einer Korrespondenzbank beruhte lange Zeit auf der Briefpost. Bei einem Zahlungsauftrag erfolgte eine Gutschrift der zahlenden Bank auf dem Lorokonto der empfangenden Korrespondenzbank, die wiederum spiegelbildlich auf dem Nostrokonto eine Belastung vornahm. Die entsprechenden Buchungsbelege wurden per Post versandt. Die Gutschrift beim Zahlungsempfänger erfolgte nach einer vorangegangenen Überweisungskette innerhalb des Bankwesens (englisch rolling settlement) auch zwischen Banken, die nicht zueinander in Geschäftsverbindung stehen. Innerhalb der weltweiten Kreditwirtschaft war damit der internationale Zahlungsverkehr bilateral organisiert. Wesentlicher Nachteil war die Dauer zwischen der Einreichung des Zahlungsauftrags durch den Zahlungspflichtigen und der Gutschrift beim Zahlungsempfänger, die regelmäßig mit drei bis vier Wochen zu veranschlagen war.
Die Echtheit von Schriftstücken konnte anhand von ausgetauschten Unterschriftsverzeichnissen überprüft werden. Mit dem Aufkommen von Telexverbindungen wurden Schlüsseltabellen ausgetauscht, die eine Authentizitätsprüfung anhand von Schlüsselmerkmalen für bestimmte Dokumentenfelder (beispielsweise Betrag, Währung, Auftragsdatum, Niederlassung der Bank) ermöglichten. Seit Mai 1973 werden zwischen Korrespondenzbanken Nachrichten über das elektronische Kommunikationssystem SWIFT ausgetauscht. Im Jahre 1974 berichtete die Zeitschrift für das gesamte Kreditwesen, dass die großen Girozentralen über weit mehr als 1.000 A-Korrespondenzbanken verfügten. SWIFT-Zahlungen haben den bilateralen Zahlungsverkehr der Kreditinstitute inzwischen vollständig ersetzt.

## Aufgaben
Korrespondenzbanken übernehmen im Zahlungsverkehr die Aufgabe, Zahlungen der auftraggebenden Bank dem begünstigten Kunden der Korrespondenzbank gutzuschreiben oder an die kontoführende Bank des Begünstigten weiterzuleiten. Im Dokumentengeschäft übernimmt die Korrespondenzbank beim Dokumenteninkasso die Aushändigung bestimmter, vom Exporteur über seine Hausbank vorgelegter Warenbegleitpapiere an den Importeur Zug um Zug gegen Zahlung des Geschäfts. Schaltet eine Akkreditivbank noch eine Korrespondenzbank im Ausland ein, so wird diese mit verschiedenen Funktionen betraut. Sie kann bloße „Avisbank“ sein, aber auch die Aufgabe einer Zahl- und Abwicklungsstelle oder sogar einer Bestätigungsbank übernehmen. Die ausländische Korrespondenzbank wird beim Rembourskredit damit beauftragt, von dem Exporteur eingereichte gezogene Tratten gegen Aushändigung der Dokumente zu akzeptieren. Bankrechtlich haften in Deutschland die Kreditinstitute nach ihren Allgemeinen Geschäftsbedingungen für die „sorgfältige Auswahl und Unterweisung des Dritten“; Dritter ist die Korrespondenzbank.
Weitere Geschäftsfelder können sein:
- Erfüllung der Zahlungen aus Wertpapiergeschäften im Ausland,
- Einlösung ausländischer Wertpapiere,
- Handel mit Sorten.

Innerhalb des Euro-Raumes bestehen oft gegenseitige Kontoverbindungen zwischen den größeren Banken oder die Abwicklung erfolgt über die Zentralbanken. Bei Zahlungen in Drittwährung – in einer Währung, die weder im Zahlerland noch im Empfängerland die Heimatwährung ist – wird eine weitere Korrespondenzbank für den eigentlichen Zahlungsvorgang eingeschaltet; diesen Vorgang nennt man Deckungsanschaffung. Bei intensiver Korrespondenzbank-Nutzung stellen sich die Banken gegenseitig Kreditlinien, den so genannten Swing zur Verfügung. Über die gegenseitige Geschäftszuweisung führen die Kreditinstitute häufig eine Reziprozitätsstatistik.

## Arten
Unterhalten beide Institute eine gegenseitige Kontoverbindung, so spricht man vom A-Korrespondenten, besteht lediglich eine Geschäftsverbindung, handelt es sich um einen B-Korrespondenten. Durch Kontoverbindung ergibt sich eine Unterscheidung im Hinblick auf die Kontoführung. Beim Nostrokonto führt aus Sicht einer Bank die Korrespondenzbank das Verrechnungskonto, beim Lorokonto ist es umgekehrt.